# Dornieden-Gruppe
Die Dornieden Gruppe ist ein inhabergeführter Projektentwickler, der mit den Bauträgermarken Dornieden Generalbau und Vista Reihenhaus im Wohnungsbau tätig ist. Die Unternehmensgruppe errichtet in Nordrhein-Westfalen, dem Rhein-Main-Gebiet und weiten Teilen von Nord- und Süddeutschland Ein- und Mehrfamilienhäuser unterschiedlicher Preissegmente, sowohl als Bauträger als auch als Generalübernehmer.

## Geschichte
Dornieden wurde 1913 von Carl Dornieden in Mönchengladbach gegründet und war zunächst als Tiefbauunternehmen tätig. Nach dem Ersten Weltkrieg gestaltete das Unternehmen unter anderem den Mönchengladbacher Marktplatz mit und verlängerte die Startbahn des alten Flugplatzes an der Aachener Straße. Nach dem Zweiten Weltkrieg war Dornieden am Wiederaufbau des Mönchengladbacher Münster und am Umbau der Hindenburgstraße zur Fußgängerzone beteiligt. Nach dem Tode des Vaters übernahm 1949 Norbert Dornieden die Firma, die heute in dritter Generation von Martin und Michael Dornieden geführt wird.
Martin Dornieden ist seit 2010 Vorsitzender des BFW-Landesverbandes Freier Immobilien- und Wohnungsunternehmen in Nordrhein-Westfalen.
2020 wurde gemeinsam mit der Stadt Gelsenkirchen zum ersten Mal in Nordrhein-Westfalen die referenzielle Baugenehmigung angewendet. Damit konnten 91 Reihenhäuser mit lediglich 4 Baugenehmigungen genehmigt werden. Einen entsprechenden Passus hat die Landesregierung in der Landesbauordnung (BauO NRW 2018) verankert (Paragraph 66 Absatz 5).
Im selben Jahr wird die Ener-Q – Energie im Quartier GmbH als Joint-Venture gegründet. Damit erweitert die Unternehmensgruppe ihr Portfolio um nachhaltige Lösungen zur Quartierswärmeversorgung.
2022 hat sich die Dornieden Gruppe als Holdinggesellschaft mit einer neuen Verbundstruktur organisiert. Operativ eigenständige Gesellschaften sollen dabei die Expansionsstrategie vorantreiben.
Mit der Gründung der VITUS Real Estate GmbH wird das Leistungsportfolio um die energetische Sanierung von Bestandsimmobilien erweitert.
2023 wird das Portfolio im Bereich der Energie- und Infrastrukturlösungen nochmals erweitert: Die Solar-Q GmbH konzipiert und errichtet Photovoltaikanlagen für Einfamilienhäuser sowie gewerblich genutzte Immobilien. Das Joint-Venture Elektrofabrik GmbH bietet ein umfangreiches Leistungsspektrum von klassischen bis smarten Elektroinstallationen.

## Unternehmensstruktur
Dornieden Generalbau errichtet vielfältige Ein- und Mehrfamilienhäuser nach individuell entwickelten, standort- und zielgruppenorientierten Wohnkonzepten. 2008 wurde Vista Reihenhaus gegründet. Vista baut Einfamilienhäuser in serieller Fertigung und hat fünf standardisierte Haustypen im Angebot. Die Unternehmensgruppe hat ihren Stammsitz in Mönchengladbach, ist stark im Rheinland und Ruhrgebiet verwurzelt und verfolgt seit einigen Jahren eine überregionale Expansionsstrategie. In der Folge wurden 2022 zwei neue operative Gesellschaften gegründet: Die Dornieden Projektentwicklung GmbH hat ihren Sitz in Monheim am Rhein und ist mit eigenen Niederlassungen in Hannover (Nord) und München (Süd) vertreten, um die regionalen Wettbewerbschancen bei der Projektentwicklung zu erhöhen. Die Dornieden Baumanagement mit Sitz in Mönchengladbach vervollständigt die neu geschaffene Holding-Struktur.

## Auszeichnungen
- 2015 wurde Dornieden Generalbau für das Gebäudeensemble Colón im Wohnquartier Park Linné in Köln-Braunsfeld mit dem goldenen Architekturpreis Fiabci Prix d´Excellence ausgezeichnet.[14]
- 2017 wurde Dornieden Generalbau zu Deutschlands Kundenchampions gezählt.[15]
- 2018 wurde das Projekt „Schlossstraße“ (Mönchengladbach) mit dem Fiabci Prix d´Excellence „Sonderpreis für bezahlbares Bauen“ ausgezeichnet.[16]
- 2019 wurde Dornieden Generalbau für das Projekt „Theresiengärten“ (Hürth) mit dem Iconic Award „Innovative Architecture“ ausgezeichnet[17]
- 2020 wurde die Dornieden Gruppe für das Ensemble „Sidol Lofts & Grenada“ im Park Linné (Köln-Braunsfeld) mit dem Iconic Award „Innovative Architecture“ ausgezeichnet[18]
- 2021 wurde die Dornieden Gruppe für das Wohnquartier „Park Linné“ (Köln-Braunsfeld) mit dem Brownfield21-Award ausgezeichnet[19]
- 2021 erhielt die Dornieden Gruppe den Iconic Award für den eigenen innovativen Büroneubau (Mönchengladbach) in der Kategorie „Architecture Corporate“[20]
- 2023 wurde der Büroneubau der Dornieden Gruppe darüber hinaus mit dem „Best Workspaces“ Award des Callwey Verlags ausgezeichnet[21]
- 2023 wurden die Stadtpalais im Düsseldorfer Quartier „ZOO eins“ mit dem Award „Wohnbauten des Jahres“ ausgezeichnet[22]
- 2023 wurde das Quartier „Am Glessener Feld“ (Bergheim) mit dem Iconic Award für innovative Architektur in der Kategorie „Concept – Urban Planning“ ausgezeichnet[23]